# 三木市立細川中学校
三木市立細川中学校（みきしりつ ほそかわちゅうがっこう）は、かつて兵庫県三木市細川町増田にあった公立中学校。

## 概要
- 三木市の細川地区の中学校であり、1950年に細川町増田に校舎を新築した。廃校後は工場になっている。[1]

## 沿革
- 1947年（昭和22年）4月1日 - 細川村立細川中学校として開校する。
- 1954年（昭和29年）6月1日 - 三木市立細川中学校と改称する。
- 1969年（昭和44年）3月31日 - 三木市立口吉川中学校と統合し、三木市立星陽中学校と改称し、閉校する。[2]

## 校舎
- 1950年に校舎を新築し、廃校後は工場になっている。[1]

## 校区
- 三木市立豊地小学校